# Bradić
Bradić (en serbe cyrillique : Брадић) est un village de Serbie situé sur le territoire de la Ville de Loznica, district de Mačva. Au recensement de 2011, il comptait 732 habitants.
Bradić est situé sur les bords du Jadar.

## Démographie
| 1948  | 1953  | 1961  | 1971  | 1981  | 1991 | 2002 | 2011 |
| ----- | ----- | ----- | ----- | ----- | ---- | ---- | ---- |
| 1 399 | 1 414 | 1 268 | 1 121 | 1 027 | 948  | 841  | 732  |

|  |